# Костенко Володимир Іванович (журналіст)
Володимир Іванович Костенко (6 березня 1951 - 23 лютого 2013, народився - селище Козелець, Чернігівська обл.) — український журналіст.
Ведучий інформаційних програм, диктор, автор-ведучий суботньої програми «Обрії» Першого каналу Національної радіокомпанії України. Член Національної спілки журналістів України. На різних журналістських посадах працював в Полтавському і Чернігівському облтелерадіокомітетах. Працюючи в Полтаві, багато років співав у заслуженому самодіяльному ансамблі пісні і танцю «Лтава», часто публікувався на тему життя і багатогранної творчості колективу. Разом з українськими нафтовиками літав вахтовим кореспондентом на нафтопромисли Західного Сибіру. Як редактор радіомовлення вахтового селища Полтавське, готував матеріали для українських ЗМІ про життя наших співвітчизників за Уралом, про долю українських "спецпереселенців" сталінської доби тощо. 
Тривалий час працював в інформаційній службі Чорнобильської АЕС, був ведучим прямих ефірів на УТ-1.
В.Костенко — відомий журналіст-дослідник чорнобильської тематики, автор десятків гострих резонансних,аналітичних і пізнавальних публікацій щодо сучасних проблем ЧАЕС і зони відчуження. Кілька років готував і редагував статті українською мовою для англо-українського журналу Міжнародного Чорнобильського центру INSIGHT («Проникнення»). Один із співавторів публіцистичної збірки «Біль і тривоги Чорнобиля» (Київ, 2006 рік).
Друкувався в більш ніж 30 вітчизняних і закордонних видань, співробітничав з центральними телеканалами.
Як мандрівник, ще за часів СРСР побував у лижних і водних походах вищих категорій складності в горах Кавказу, на Уралі, в Заполярній тундрі, Гірському Алтаї, в Карелії. У групі з відомим журналістом-екстремалом, спортивним коментатором В. Щербачовим пройшов високогірний трек в Гімалаях навколо г. Аннапурна (Непал, перевал 5416 м, 2006 р.), побував на найвищій точці Африки — піку Ухуру (Кіліманджаро 5895 м, Танзанія, 2010 р.). Неодноразово висвітпював виступи збірних команд України зі спортивного орієнтування на світових і європейських першостях.
Актор — численні головні ролі в телевізійній і друкованій рекламі, епізоди в ігрових фільмах — «Тот, кто рядом», серіал «Ярость», «Семь верст до небес».
Лауреат спеціальної премії НСЖУ «За журналістське розслідування», золотої медалі «Незалежність» Київського відділення НСЖУ.
Сім'я: дружина - Костенко (Івер)Анна Дмитрівна,1957 р.н., донька - Годун Дарія Володимирівна, 1980 р.н.